# Wojciech Grabowski (ur. 1961)
Wojciech Grabowski (ur. 10 sierpnia 1961 w Słupsku) – generał brygady Wojska Polskiego. Inspektor Wojsk Lądowych

## Życiorys
Absolwent  Wyższą Szkołę Oficerską Wojsk Pancernych w Poznaniu (1984). Po jej ukończeniu objął w 60 pułku czołgów stanowisko dowódcy plutonu. W 1988 ukończył Wyższy Kurs Doskonalenia Oficerów, a później studia w Akademii Obrony Narodowej. 
Od 1992 zajmował stanowiska służbowe w 100 pułku zmechanizowanym, dowództwie 16 Dywizji Zmechanizowanej, 14 Brygadzie Zmechanizowanej i Dowództwie Operacyjnym. Uczestniczył w 1996 w kursie przeszkolenia specjalistycznego dowódców oddziałów, a w 2001 był również słuchaczem kursu planowania operacyjnego w Holenderskiej Królewskiej Akademii Obrony w Hadze. Zajmował również w latach 2000–2004 stanowiska w strukturach Polskiego Narodowego Przedstawicielstwa Wojskowego przy Kwaterze Głównej Sojuszniczych Sił Zbrojnych NATO (SHAPE) w Europie. Ukończył Studium Polityki Obronnej w Akademii Obrony Narodowej w 2006, a na przełomie 2006 i 2007 pełnił służbę na stanowisku zastępcy szefa sztabu ds. operacji bojowych w Polskim Kontyngencie Wojskowym w składzie Międzynarodowych Sił Stabilizacyjnych w Republice Iraku. Od 2007 do 2009 był dowódcą 9 Brygady Kawalerii Pancernej. Od dnia 18 listopada 2016 zajmuje stanowisko Inspektora Wojsk Lądowych Dowództwa Generalnego Rodzajów Sił Zbrojnych.